# Гостинорядский переулок (Калуга)
Гостинорядский переулок — улица в исторической части Калуги, проходит от улицы Дарвина до площади Старый Торг. На значительно своём протяжении проходит вдоль калужского городского Гостиного двора. Одна из границ Сквера имени Ленина.

## История

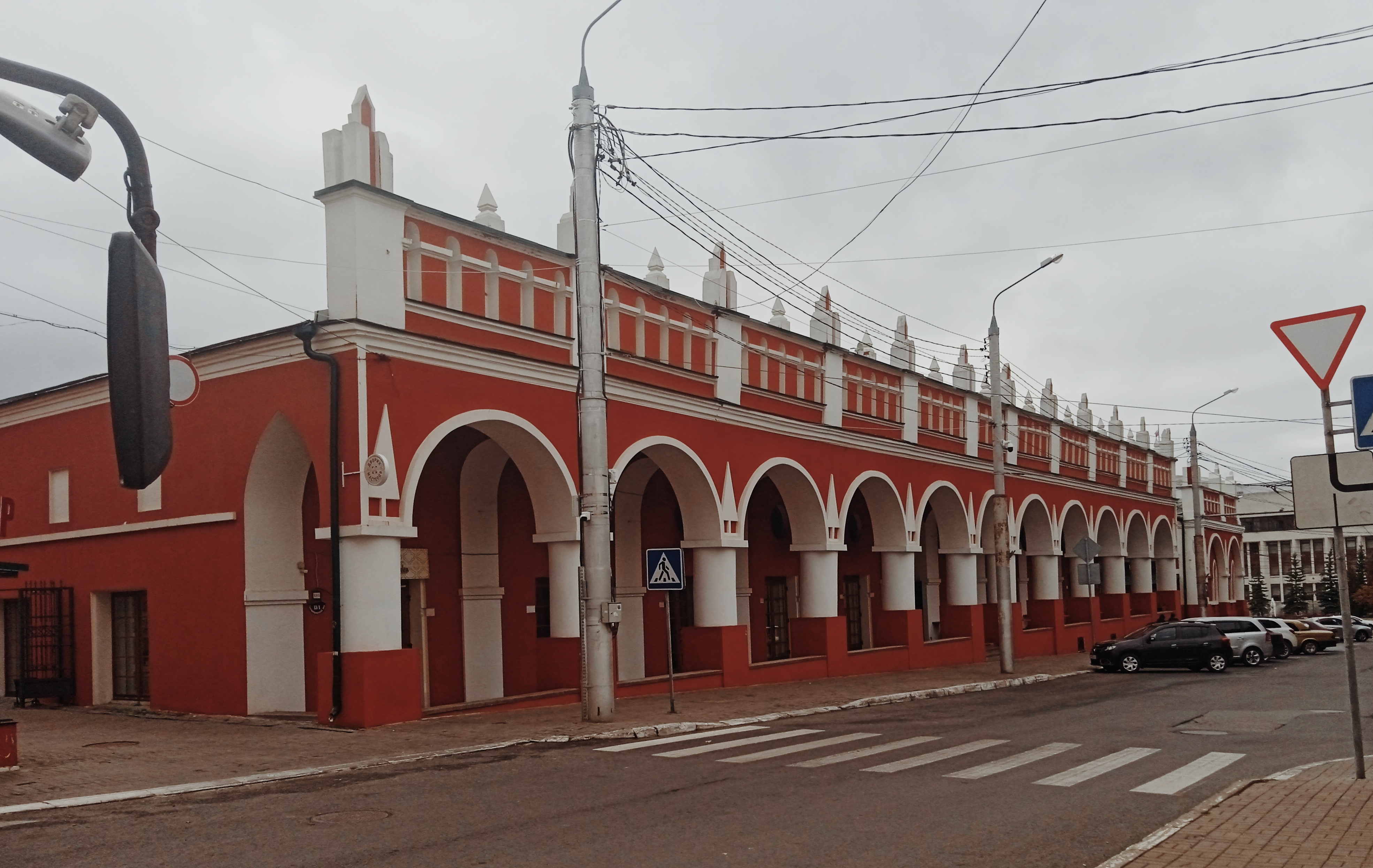
Калужский гостиный двор

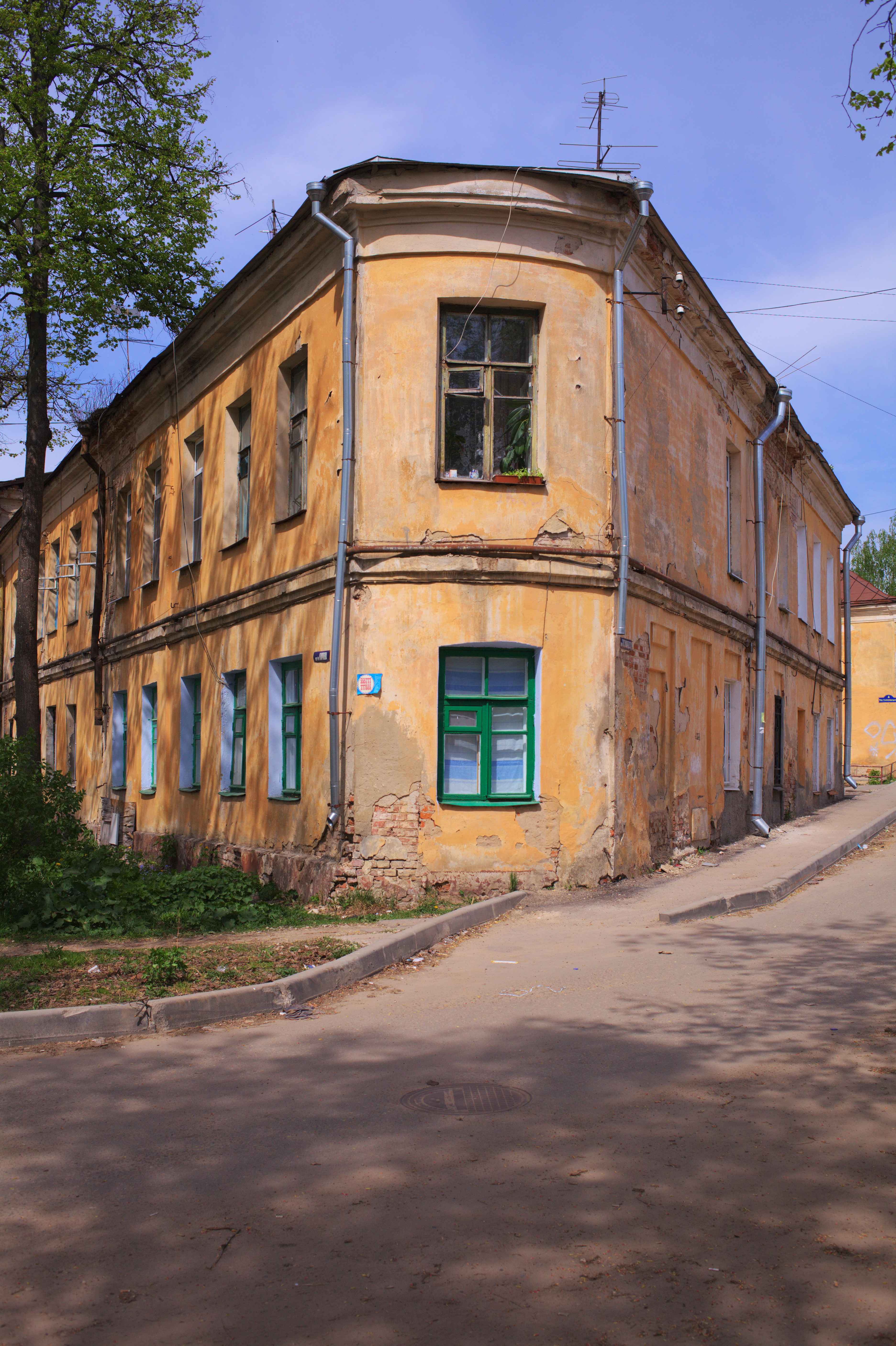
д. 6/9

Улица была запланирована градостроительным планом Калуги 1778 года, она прошла по уже существовавшей здесь дороге.
Строительство Гостиного двора, продолжавшееся почти 40 лет, началось в 1785 году, с этим торговым комплексом и связано современное название улицы.
В начале XX века часть современной улицы, ведущая к гостиному двору от Михайло-Архангельской (ныне — Дарвина) улицы, называлась Никитским переулком — Рождество-Богородицкая церковь с приделом великомученика Никиты находилась у северо-восточного угла гостиного двора

## Достопримечательности
д. 2 — Жилой дом (нач. XIX в.)
д. 4 — Жилой дом (1 пол. XIX в.)
д. 5 — Дом Кувшинниковых с кожевенной мастерской (XVIII в.)
д. 6/9 — Жилой дом (2-я пол. XVIII в.)
Часовня в честь преподобного священномученика Кукши Печерского (2014—2017)